# 평양냉면
평양냉면(平壤冷麵, 문화어: 평양랭면)은 메밀국수 사리에 여러 가지 고명을 얹고 식힌 고기 국물과 동치미 국물 등의 찬 국물을 부어 만든 평양의 향토 음식이다. 과거에는 꿩고기 육수를 썼으나, 현대에는 쇠고기 등 다른 고기로 육수를 내며, 옛 방식대로 꿩고기 육수를 쓴 것은 "꿩냉면"으로 따로 구분해 부르기도 한다. 2022년 11월 30일에 유네스코 인류무형문화유산으로 지정되었다.

## 역사
고려 시대 평양의 찬샘골(현 동대원구역 랭천동) 주막집에 얹혀 살던 달세라는 사위가 메밀 반죽을 국수틀에 눌러 뺀 것을 물에 삶아서 찬물에 헹군 다음 동치미 국물에 말아 먹은 음식이 그 시작이며, 이것이 곡수(穀水)라 불렸다. 달세네 "찬곡수"가 평양성 안까지 퍼져 훗날 "평양냉면"으로 알려졌다.
6·25 전쟁과 분단 이후 조선민주주의인민공화국과 대한민국에서 다른 모습으로 분화·발전했다. 평양의 옥류관, 고려호텔, 창광원 등 평양냉면집에서 내는 냉면은 쇠고기, 돼지고기, 닭고기 육수에 간장으로 간을 하고, 편육, 삶은 달걀, 알고명, 오이, 고추, 파, 김치, 배 등 다양한 꾸미(고명)를 높이 쌓아 낸다. 국수는 메밀로만 만든 메밀국수이지만, 식소다를 넣어 색이 검다. 분단 이후 서울에 자리잡은 평안도 실향민들이 운영하는 평양냉면집에서는 쇠고기육수와 사골 육수를 쓰는 경우가 많으며, 간장이 아닌 소금으로 간을 해 국물이 맑고, 고명으로는 편육, 삶은 달걀이나 알고명, 무김치, 오이, 파, 배 등을 얹어 낸다.

## 사진

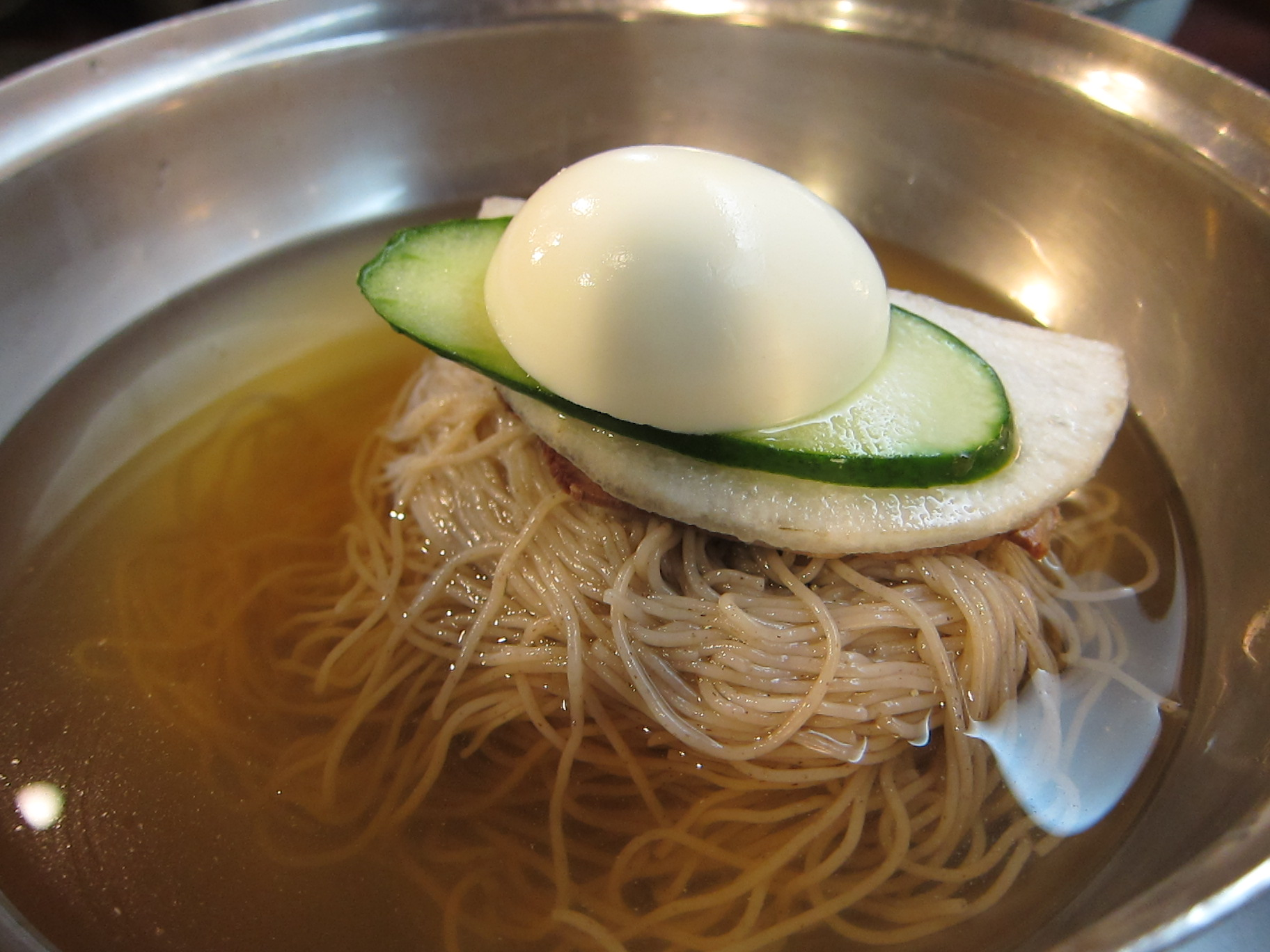
평양냉면(물냉면)
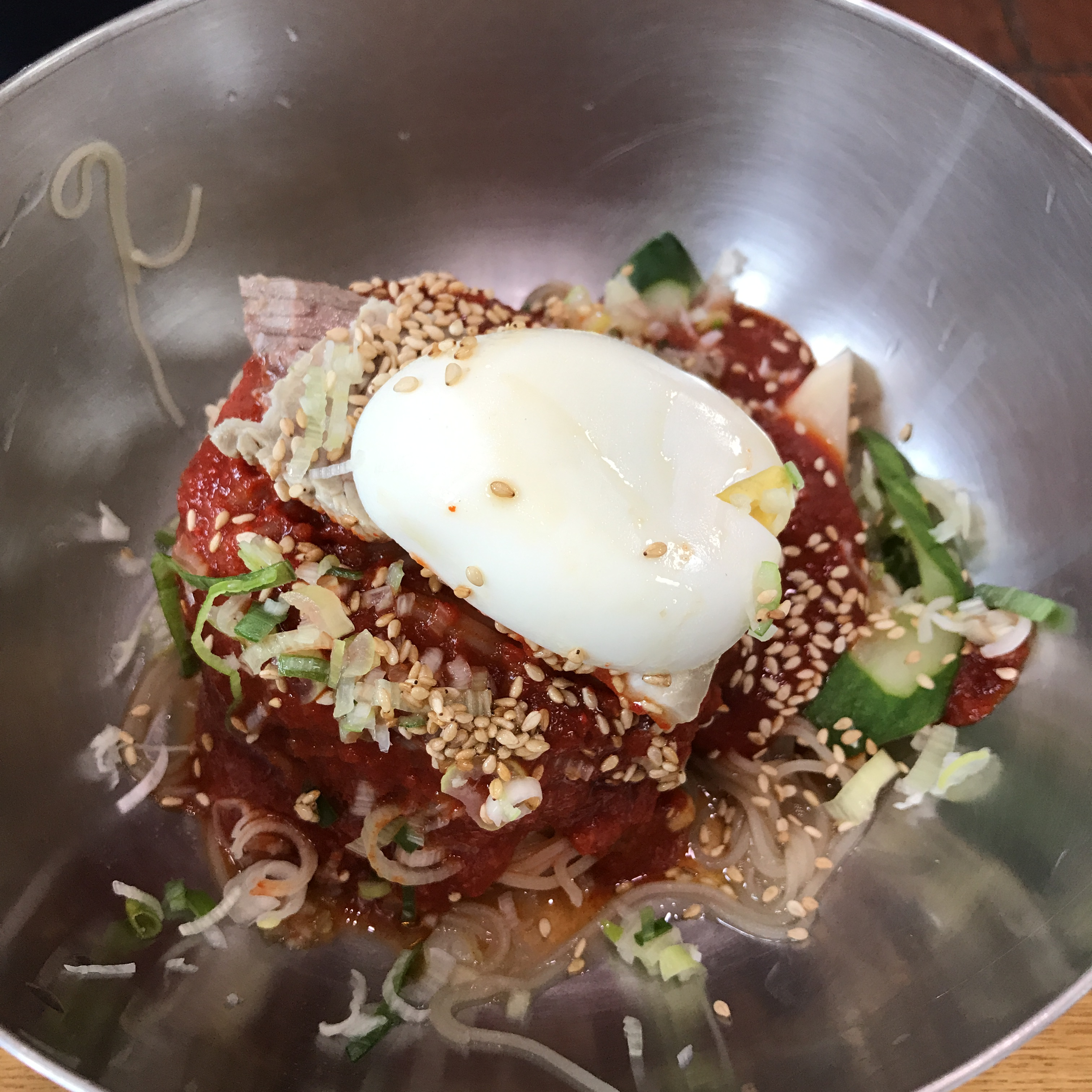
평양냉면(비빔냉면)

## 같이 보기
- 진주냉면
- 함흥냉면
- 해주냉면